# Grand Prix-wegrace van Le Mans 1991
De Grand Prix-wegrace van Le Mans 1991 was de veertiende race van het wereldkampioenschap wegrace-seizoen 1991. De race werd verreden op 8 september 1991 op het Circuit Bugatti nabij Le Mans, Frankrijk. De race werd eenmalig georganiseerd als vervanger van de Grand Prix-wegrace van Brazilië.
Wayne Rainey werd voor het derde seizoen op een rij gekroond tot 500 cc-kampioen met een derde plaats in de race. Ook Luca Cadalora werd gekroond tot 250 cc-kampioen met eveneens een derde plaats in de race. Steve Webster en Gavin Simmons werden gekroond tot kampioen in de zijspanklasse met een derde plaats.

## Uitslag

### 500 cc
| Pos | Rijder               | Constructeur | Ronden | Tijd                | Grid | Punten |
| --- | -------------------- | ------------ | ------ | ------------------- | ---- | ------ |
| 1   | Kevin Schwantz       | Suzuki       | 28     | 47:37.764           | 5    | 20     |
| 2   | Mick Doohan          | Honda        | 28     | +0.148              | 2    | 17     |
| 3   | Wayne Rainey         | Yamaha       | 28     | +3.468              | 3    | 15     |
| 4   | John Kocinski        | Yamaha       | 28     | +3.700              | 1    | 13     |
| 5   | Wayne Gardner        | Honda        | 28     | +3.966              | 4    | 11     |
| 6   | Juan Garriga         | Yamaha       | 28     | +37.852             | 7    | 10     |
| 7   | Doug Chandler        | Yamaha       | 28     | +38.342             | 6    | 9      |
| 8   | Didier de Radiguès   | Suzuki       | 28     | +39.290             | 9    | 8      |
| 9   | Sito Pons            | Honda        | 28     | +1:30.554           | 11   | 7      |
| 10  | Adrien Morillas      | Yamaha       | 28     | +1:45.040           | 12   | 6      |
| 11  | Eddie Laycock        | Yamaha       | 27     | +1 ronde            | 13   | 5      |
| 12  | Niall Mackenzie      | Yamaha       | 27     | +1 ronde            | 8    | 4      |
| 13  | Marco Papa           | Honda        | 26     | +2 ronden           | 14   | 3      |
| 14  | Andreas Leuthe       | Suzuki       | 26     | +2 ronden           | 18   | 2      |
| 15  | Simon Buckmaster     | Suzuki       | 23     | +5 ronden           | 20   | 1      |
| DNF | Cees Doorakkers      | Honda        |        | Uitgevallen         | 17   |        |
| DNF | Jean-Philippe Ruggia | Yamaha       |        | Uitgevallen         | 10   |        |
| DNF | Michael Rudroff      | Honda        |        | Uitgevallen         | 16   |        |
| DNF | Hans Becker          | Yamaha       |        | Uitgevallen         | 19   |        |
| DNS | Eddie Lawson         | Cagiva       | 0      | Blessure            | 15   |        |
| DNQ | Nicholas Schmassman  | Honda        | 0      | Niet gekwalificeerd |      |        |
| DNQ | Josef Doppler        | Yamaha       | 0      | Niet gekwalificeerd |      |        |
| DNQ | Martin Trösch        | Honda        | 0      | Niet gekwalificeerd |      |        |
| DNQ | Helmut Schütz        | Honda        | 0      | Niet gekwalificeerd |      |        |

### 250 cc
Na drie ronden werd de race stilgelegd vanwege drie valpartijen op dezelfde plaats op het circuit waarbij maar liefst vijftien coureurs betrokken waren. Nadat de race werd stilgelegd, werd de betreffende plaats onderzocht, waarna bleek dat er een oliespoor op de baan lag. Na enige tijd werd de race weer herstart, inclusief alle coureurs die onderuit waren gegaan.
| Pos | Rijder                    | Constructeur | Ronden | Tijd        | Punten |
| --- | ------------------------- | ------------ | ------ | ----------- | ------ |
| 1   | Helmut Bradl              | Honda        | 23     | 40:44.529   | 20     |
| 2   | Carlos Cardús             | Honda        | 23     | +6.322      | 17     |
| 3   | Luca Cadalora             | Honda        | 23     | +13.955     | 15     |
| 4   | Wilco Zeelenberg          | Honda        | 23     | +19.513     | 13     |
| 5   | Masahiro Shimizu          | Honda        | 23     | +22.577     | 11     |
| 6   | Jochen Schmid             | Honda        | 23     | +30.319     | 10     |
| 7   | Pierfrancesco Chili       | Aprilia      | 23     | +30.403     | 9      |
| 8   | Jean-Pierre Jeandat       | Honda        | 23     | +40.753     | 8      |
| 9   | Andreas Preining          | Aprilia      | 23     | +42.352     | 7      |
| 10  | Paolo Casoli              | Yamaha       | 23     | +49.147     | 6      |
| 11  | Alberto Puig              | Yamaha       | 23     | +49.815     | 5      |
| 12  | Stefan Prein              | Honda        | 23     | +54.912     | 4      |
| 13  | Marcellino Lucchi         | Aprilia      | 23     | +1:05.938   | 3      |
| 14  | Erkka Korpiaho            | Aprilia      | 23     | +1:31.171   | 2      |
| 15  | Urs Jücker                | Yamaha       | 23     | +1:31.644   | 1      |
| 16  | Stefano Caracchi          | Yamaha       | 23     | +1:31.320   |        |
| 17  | Patrick van den Goorbergh | Yamaha       | 22     | +1 ronde    |        |
| 18  | Ian Newton                | Honda        | 22     | +1 ronde    |        |
| 19  | Jean Foray                | Yamaha       | 22     | +1 ronde    |        |
| DNF | Frédéric Protat           | Aprilia      |        | Uitgevallen |        |
| DNF | Corrado Catalano          | Honda        |        | Uitgevallen |        |
| DNF | Bernard Haenggeli         | Aprilia      |        | Uitgevallen |        |
| DNF | Martin Wimmer             | Suzuki       |        | Uitgevallen |        |
| DNF | Loris Reggiani            | Aprilia      |        | Uitgevallen |        |
| DNF | Doriano Romboni           | Honda        |        | Uitgevallen |        |
| DNF | Harald Eckl               | Aprilia      |        | Uitgevallen |        |
| DNF | Àlex Crivillé             | Honda        |        | Uitgevallen |        |
| DNF | Renzo Colleoni            | Aprilia      |        | Uitgevallen |        |
| DNF | Herri Torrontegui         | Suzuki       |        | Uitgevallen |        |
| DNF | Bernd Kassner             | Aprilia      |        | Uitgevallen |        |

### Zijspanklasse
| Pos | Rijder             | Bakkenist            | Constructeur | Punten |
| --- | ------------------ | -------------------- | ------------ | ------ |
| 1   | Rolf Biland        | Kurt Waltisperg      | LCR-ADM      | 20     |
| 2   | Alain Michel       | Simon Birchall       | LCR-Krauser  | 17     |
| 3   | Steve Webster      | Gavin Simmons        | LCR-Krauser  | 15     |
| 4   | Paul Güdel         | Charly Güdel         | LCR-Krauser  | 13     |
| 5   | Egbert Streuer     | Peter Brown          | LCR-Krauser  | 11     |
| 6   | Ralph Bohnhorst    | Bruno Hiller         | LCR-Krauser  | 10     |
| 7   | Masato Kumano      | Eckart Rösinger      | LCR-Krauser  | 9      |
| 8   | Klaus Klaffenböck  | Christian Parzer     | LCR-Yamaha   | 8      |
| 9   | Markus Bösiger     | Peter Höss           | LCR-Krauser  | 7      |
| 10  | Tony Wyssen        | Kilian Wyssen        | LCR-Krauser  | 6      |
| 11  | Yoshisada Kumagaya | Brian Houghton       | LCR-Krauser  | 5      |
| 12  | Theo van Kempen    | Geral de Haas        | LCR-Krauser  | 4      |
| 13  | Werner Kraus       | Thomas Schröder      | Busch-ADM    | 3      |
| 14  | Barry Smith        | Trevor Hopkinson     | Windle-ADM   | 2      |
| 15  | Gary Thomas        | Michiel van Puyvelde | LCR-Krauser  | 1      |